# Dendranthema naktongense
Dendranthema naktongense là một loài thực vật có hoa trong họ Cúc. Loài này được (Nakai) Tzvelev mô tả khoa học đầu tiên năm 1961.